# Roskischna
Roskischna (ukrainisch Розкішна; russisch Роскошная Roskoschnaja) ist ein Dorf im Südwesten der ukrainischen Oblast Kiew mit etwa 3200 Einwohnern.

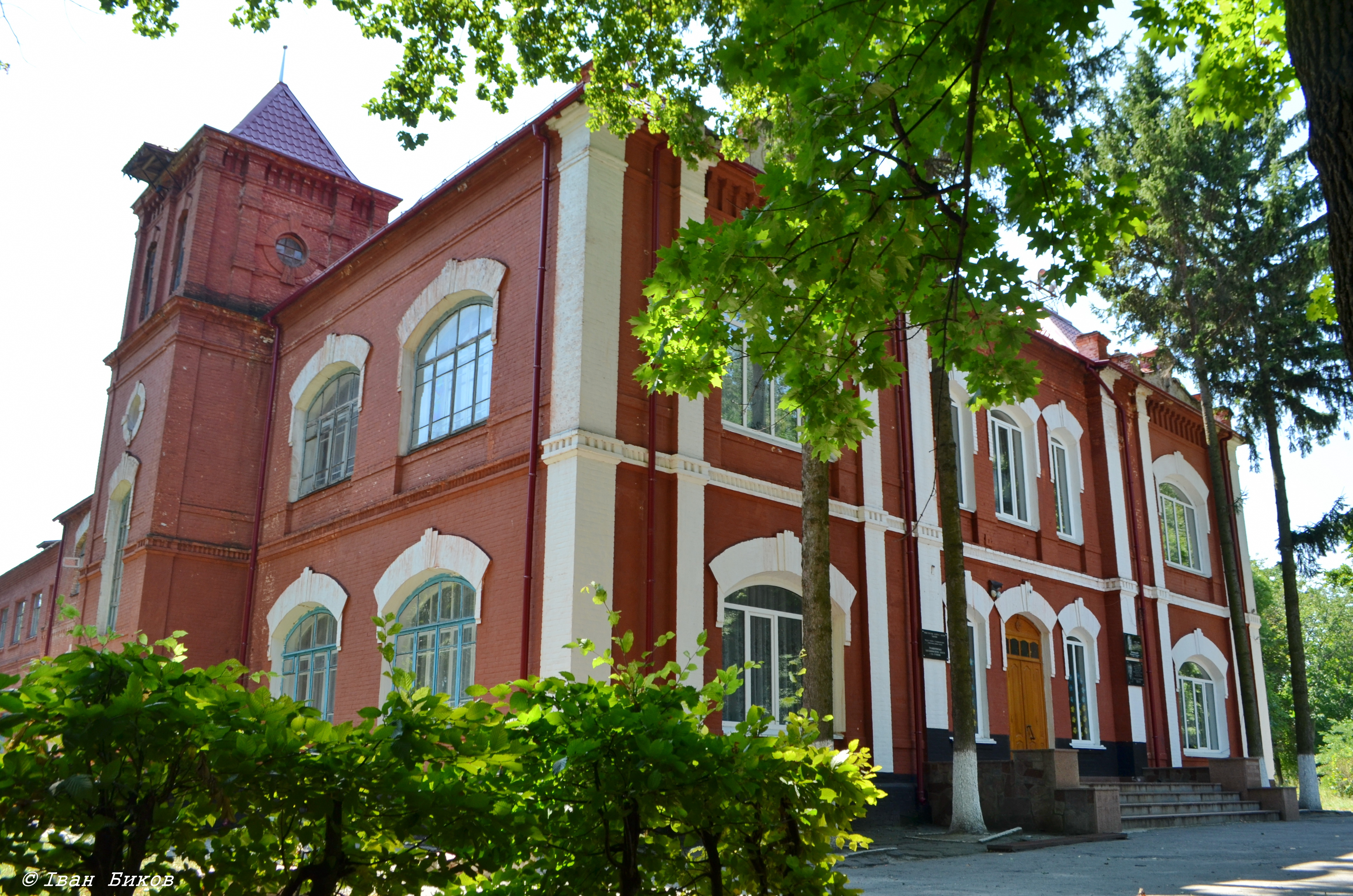
Schule im Dorf

Das erstmals 1557 schriftlich erwähnte Dorf liegt am rechten Ufer des Hnylyj Tikytsch gegenüber vom ehemaligen Rajonzentrum Stawyschtsche.
Die Hauptstadt Kiew befindet sich etwa 135 km nördlich von Roskischna. 5 Kilometer westlich vom Dorf verläuft die Fernstraße M 05 / Europastraße 95.
Am 12. Juni 2020 wurde das Dorf ein Teil der neugegründeten Siedlungsgemeinde Stawyschtsche, bis dahin bildete es die gleichnamige Landratsgemeinde Roskischna (Розкішнянська сільська рада/Roskischnjanska silska rada) im Zentrum des Rajons Stawyschtsche.
Am 17. Juli 2020 kam es im Zuge einer großen Rajonsreform zum Anschluss des Rajonsgebietes an den Rajon Bila Zerkwa.